# Lijst van zoetwatermollusken in Madagaskar
Dit is een lijst van zoetwatermollusken in Madagaskar, gesorteerd per familie. Deze weekdieren komen voor in zoet water zoals de rivieren en meren van Madagaskar.
De meerderheid is endemisch, waaronder het hele geslacht Madagasikara.

## Lymnaeidae
- Geslacht Lymnaea:
  - Soort Lymnaea natalensis Krauss, 1848

## Pachychilidae
- Geslacht Madagasikara:

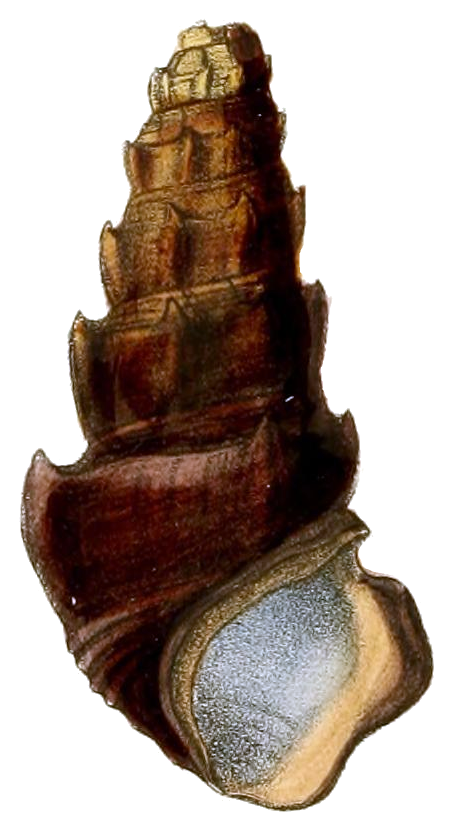
Schelp van de Madagasikara spinosa.

  - Soort Madagasikara spinosa (Lamarck, 1822), endemisch
  - Soort Madagasikara madagascariensis (Grateloup, 1840), endemisch
  - Soort Madagasikara johnsoni (E. A. Smith, 1882), endemisch
  - Soort Madagasikara vivipara Köhler & Glaubrecht, 2010, endemisch
  - Soort Madagasikara zazavavindrano Köhler & Glaubrecht, 2010, endemisch
  - Soort Madagasikara vazimba Köhler & Glaubrecht, 2010, endemisch

## Planorbidae
- Geslacht Bulinus:
  - Soort Bulinus bavayi (Dautzenberg, 1894), endemisch
  - Soort Bulinus forskalii (Ehrenberg, 1831), geïntroduceerd
  - Soort Bulinus liratus (Tristram, 1863), endemisch
  - Soort Bulinus obtusispira (Smith, 1882), endemisch

## Sphaeriidae
- Geslacht Eupera:
  - Soort Eupera ferruginea (Krauss, 1848)
- Geslacht Pisidium:
  - Soort Pisidium reticulatum (Kuiper, 1966)